# Теміртас
Темірта́с (каз. Теміртас) — село у складі Екібастузької міської адміністрації Павлодарської області Казахстану. Входить до складу Кояндинського сільського округу.
Село утворене 2008 року на місці станційного селища Роз'їзд № 116.
Населення — 87 осіб (2021; 120 у 2009).